# Mompreneur
Mompreneur es un neologismo utilizado para definir a una mujer de negocios que busca equilibrar proactivamente su rol familiar con el de emprendedora.
El término tiene una sección dedicada en el sitio web de la revista Entrepreneur. Hay también una revista canadiense dedicada al tema,The MOMpreneur Magazine. (enlace roto disponible en Internet Archive; véase el historial, la primera versión y la última). En 2011 un artículo en MSNBC hacía mención al incremento del número de mompreneurs, lo que lo llevaba a convertirse en una tendencia en el sector de las PyMEs.
Investopedia añade que las "mompreneurs son una tendencia relativamente nueva en el emprendimiento, y ha comenzado a incrementar su importancia en la era de Internet, ya que la red permite a las emprendedoras vender productos fuera de casa sin necesidad de apoyarse en el tráfico de personas a la tienda física.